# Lijnbaansgracht 95
Lijnbaansgracht 95/Nieuwe Leliestraat 196 betreft een gebouw op de hoek van de Lijnbaansgracht en de Nieuwe Leliestraat te Amsterdam-Centrum. Door de scherpehoek ter plaatse wordt dit wel een taartpunt genoemd.
In de jaren dertig vond er sanering plaats van al te verkrotte panden in de Amsterdamse binnenstad. De (hoofd)inspecteur van Bouw- en Woningtoezicht Eelke van Houten zag veel historische gevels verloren gaan. Hij eiste bij nieuwbouw, dat oude gevelelementen toegepast werden, de zogenaamde “Van Houtenpanden”. Dit gebouw hoort daar ook bij, net als het belendende gebouwen Lijnbaansgracht 93-94. De drie gebouwen aan de Lijnbaansgracht hebben gelijke gevels, nummer 95 heeft echter een hoekpandconstructie. Historiserend architect Justus Hendrik Scheerboom was erbij betrokken.
Het gebouw is in 1970 benoemd tot rijksmonument met als reden de gevels onder klokvormige toppen met rollagen. Verder zijn hier negenruits vensters (een oude ruitverdeling) vinden op alle bovenetages.

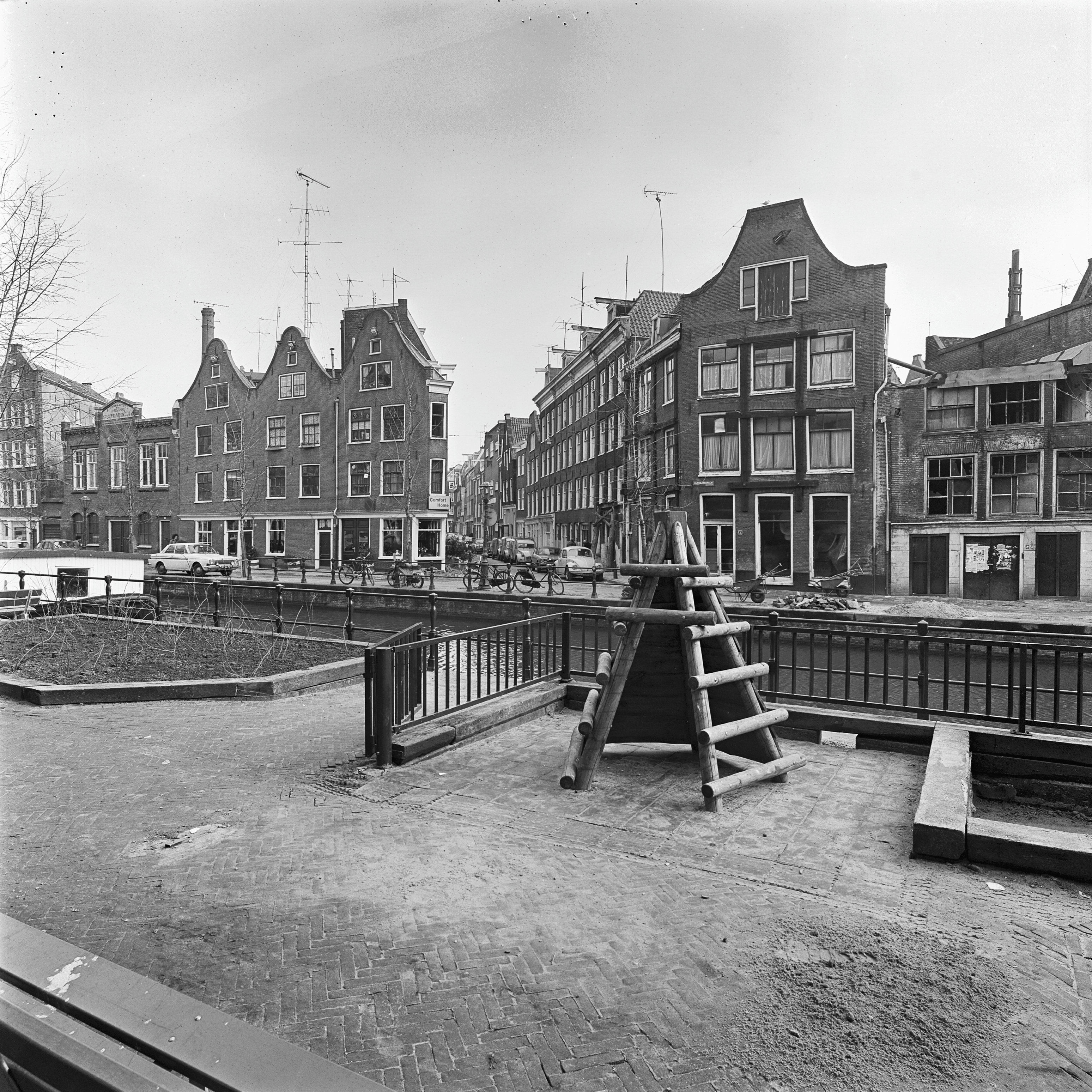
Links van de Nieuwe Leliestraat de drie gebouwen in een overzicht, met de belending links, een voormalige houtzagerij (1976)